# Шихаб ад-Дин Ахмад Вали-шах I
Шихаб ад-Дин Ахмад Вали-шах I (? — 17 апреля 1436) — девятый султан Бахманийского султаната из династии Бахманидов (1 октября 1422 — 17 апреля 1436). Большой покровитель искусств и культуры. Он заказал ремесленников из Ирана, в том числе кузнеца Абдуллу бин Кайса, который был мастером бидри, инкрустации цинкового сплава серебром и золотом.

## Биография
Представитель династии Бахманидов. Сын принца Ахмад-хана и внук Хасана Бахман-шаха, основателя Бахманийского султаната. В правление своего старшего брата, Фируз-шаха, Ахмад занимал должность первого министра султаната. В 1422 году Фируз-шах отказался от престола в пользу младшего брата Ахмад-шаха.
В 1429 году Ахмад Вали-шах перенес столицу султаната из Гулбарги в крепость Бидар.
Ахмад-шах воевал с Виджаянагарской империей (1423), Варангалом (1424—1425), Малвой (1425—1435) и Гуджаратом (1425—1435).
Ахмад-шах был религиозен и любил суфийских святых, он упоминается под именем Вали.
У Ахмад-шаха было четверо сыновей, двое из которых умерли еще при его жизни. В 1436 году после смерти Ахмад-шаха султанский престол занял его сын Ала ад-Дин Ахмад-шах II (1436—1458).
Гробница Ахмад-шаха и его султанши находится в деревне Аштур (округ Бидар).